# Ambar situé 57 rue Zmaj Jovina à Kuzmin
L'ambar situé 57 rue Zmaj Jovina à Kuzmin (en serbe cyrillique : Амбар у Кузмину, Змај Јовина 57 ; en serbe latin : Ambar u Kuzminu, Zmaj Jovina 57) se trouve à Kuzmin, dans la province de Voïvodine, dans le district de Syrmie et sur le territoire de la ville de Sremska Mitrovica, en Serbie. Il est inscrit sur la liste des monuments culturels de grande importance de la république de Serbie (identifiant no SK 1320).

## Présentation
L'ambar (grenier), situé 57 rue Zmaj Jovina, a été construit en 1825 ; en raison de son architecture et de sa décoration, il est attribué aujourd'hui à un maître d'œuvre de Bosnie du nom de Petar Tulaj.
Le bâtiment possède une structure en chêne, avec des planches lisses qui s'insèrent entre les piliers. Le toit à deux pans descend de manière abrupte ; il est recouvert de tuiles qui sont venues remplacer le bardeau d'origine. La décoration du pignon donnant sur l'avant est particulièrement soignée, avec un entremêlement de poutres et de planches délimité par des bandes ornementales. L'ornementation sculptée a été vue autrefois comme relevant d'une « influence orientale reconnaissable » ; elle est aujourd'hui interprétée comme conforme aux motifs traditionnels de la région d'origine du maître d'œuvre.